# Álex Rubio
Alejandro Rubio Brito (San Fernando, España; 23 de julio de 1993) es un futbolista español que se desempeña como delantero en Peña Deportiva Rociera.

## Trayectoria
Nacido en San Fernando, Cádiz desde pequeño en las categorías menores del Sevilla FC. A comienzos de 2012 comenzó a entrenarse con el Sevilla B.
Hizo su debut con el equipo principal frente al Rayo Vallecano en la fecha 3 de la Liga BBVA 2012/13 dicho partido culminaría con un empate 0-0.

## Clubes
| Club                       | País   | Año         |
| -------------------------- | ------ | ----------- |
| Sevilla B                  | España | 2011 - 2012 |
| Sevilla FC                 | España | 2012 - 2014 |
| AC Omonia                  | Chipre | 2014 - 2015 |
| Club Deportivo Alcoyano    | España | 2015        |
| UCAM Murcia Club de Fútbol | España | 2016        |
| Real Balompédica Linense   | España | 2016 - 2019 |
| Linares Deportivo          | España | 2019        |
| Linares Deportivo          | España | 2019        |
| La Rociera                 | España | 2019 -      |